# Campylomormyrus bredoi
Campylomormyrus bredoi е вид лъчеперка от семейство Mormyridae. Видът е уязвим и сериозно застрашен от изчезване.

## Разпространение
Разпространен е в Демократична република Конго.

## Описание
На дължина достигат до 37 cm.